# Верхние Тальцы
Ве́рхние Тальцы́ (бур. Дээдэ Yшөөhэн) — село в Хоринском районе Бурятии. Административный центр сельского поселения «Верхнеталецкое».

## География
Расположено на левом берегу реки Уда в 65 км к западу от районного центра, села Хоринск, по северной стороне региональной автодороги 03К-011 Верхнеталецкий тракт (48-й км).

## История
Верхнеталецкое образовано во второй половине XVIII века. Заселялось крепостными крестьянами, сосланными в зачёт рекрут.

## Население
| 2002 | 2010  |
| ---- | ----- |
| 1161 | ↘1100 |

## Инфраструктура
Средняя общеобразовательная школа, детский сад, Дом культуры, библиотека, врачебная амбулатория, почтовое отделение, пожарная часть.

## Достопримечательности

### Никольская церковь
Никольская церковь — православный храм, относится к Северобайкальской епархии Бурятской митрополии Русской православной церкви.